# Tombino

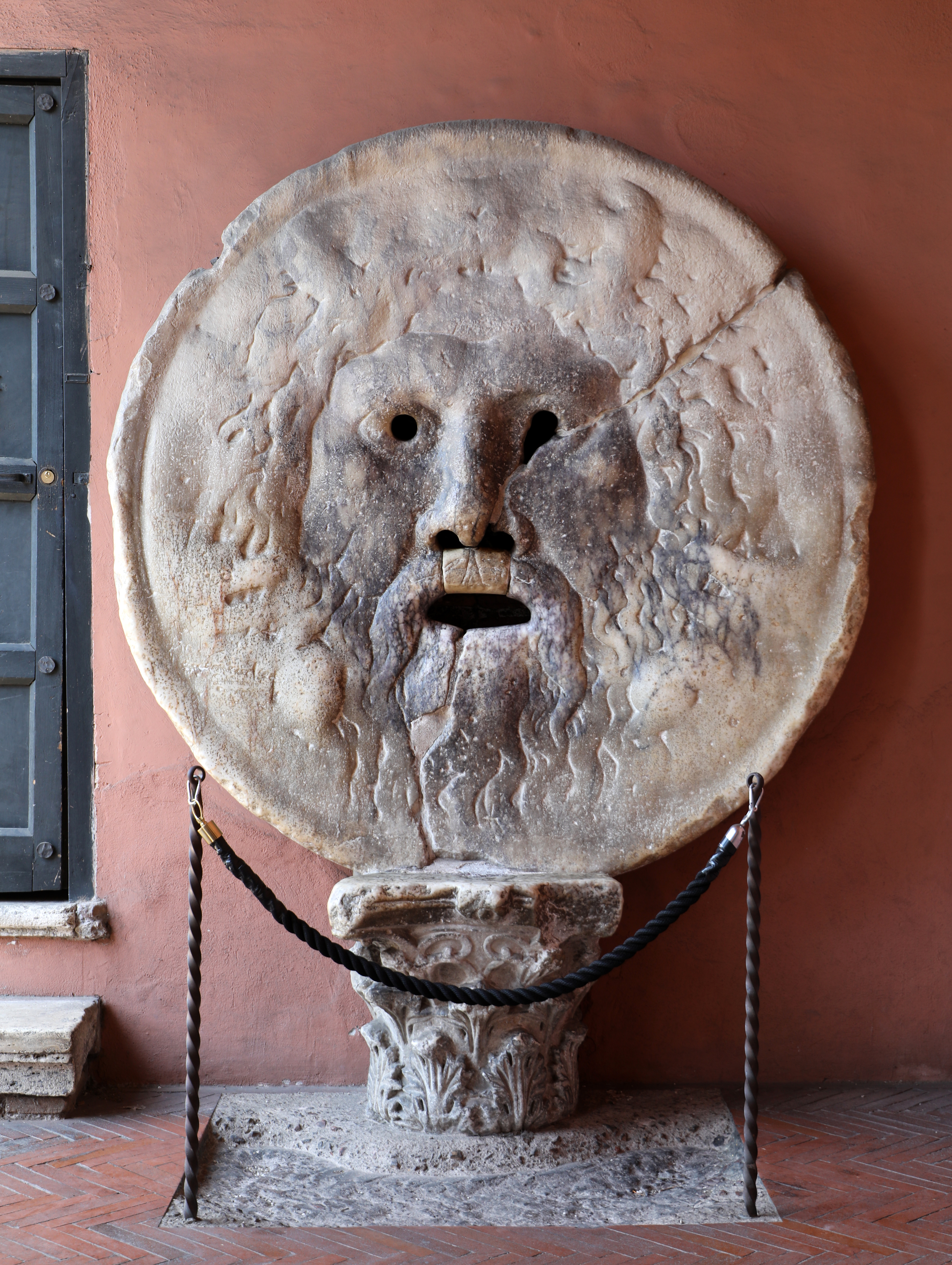
La bocca della verità, uno dei più famosi chiusini al mondo

Il tombino è un'opera idraulica con lo scopo di permettere ad un corso d'acqua di attraversare una strada o una città oppure di permettere alla fognatura nera di attraversare un corso d'acqua in cui questa non può scaricare.
Il termine deriva da tomba. Popolarmente è diffuso l'uso di chiamare "tombino" il coperchio che chiude i pozzetti disposti lungo le strade, il cui nome tecnico è in realtà chiusino.

## Funzione
Lo scopo si realizza creando un manufatto in cui la portata scorre in pressione sotto all'opera da attraversare. Solitamente per le fognature il tombino inizia con un pozzetto di salto che abbassa la quota del tubo, il quale prosegue linearmente fino ad incontrare un altro pozzetto di salto che ne alza la quota.

## Struttura
Il moto avviene in virtù della differenza di pressione fra i peli liberi della corrente a monte e a valle del tombino. Nei canali è consuetudine realizzare una botte a sifone la quale è costituita da un imbocco raccordato del canale che introduce ad un tratto inclinato che porta il canale alla quota di superamento dell'opera. Una volta raggiunta tale quota viene mantenuta fino  al completo superamento della strada, dove un tratto di risalita porta la condotta alla quota del canale di valle.

## Tombinatura
In alcune città si realizza la tombinatura (o tombinamento) di piccoli corsi d'acqua: l'alveo è ricoperto con una pavimentazione sotto la quale scorre l'acqua, consentendo la costruzione di edifici o infrastrutture al di sopra. Esempi di tombinatura sono a Genova, dove il torrente Bisagno è stato ricoperto per il suo tratto finale fino allo sbocco in mare, e Novara, dove il tratto urbano del cavo Ricca è quasi interamente coperto.
Con gli stessi termini è indicata anche l'opera di drenaggio di strati di terreno mediante tombini o altre tecniche di canalizzazione.